# الأبدية ويوم واحد
الأبدية ويوم واحد هو فيلم من نوع دراما أُصدر في 23 مايو 1998. الفيلم من إخراج ثيودوروس أنجيلوبولوس، أما السيناريو فكان من كتابة تونينو جويرا وPetros Markaris ‏ وثيودوروس أنجيلوبولوس.

## القصة
يتأهب الكاتب الكبير (ألكساندر) للرحيل عن منزله -الذي عاش فيه دائمًا- بجوار البحر. حين يعثر على خطابٍ أرسلته إليه زوجته آنّا (إيزابيل رينو) تتحدث فيه عن يوم صيفي مر منذ ثلاثين عامًا، يعكف ألكساندر على رحلة عجيبة يختلط بها الحاضر والماضي. بينما هو يسعى وراء كلمات روايته الخيالية.

## طاقم التمثيل
- برونو غانتس
- الكسندرا ﻻديكو  [لغات أخرى]‏
- Eleni Gerasimidou  [لغات أخرى]‏
- نيكوس كوروس  [لغات أخرى]‏
- Michael Giannatos [الإنجليزية]‏
- فابريزيو بنتيفوجليو، بدور ديونيسيوس سولوموس
- ايزابيل رينو
- Nicolas Kolovos  [لغات أخرى]‏
- Petros Markaris [الإنجليزية]‏

## الإنتاج
موسيقى الفيلم التصويرية كانت من تأليف إليني كاريندرو.

## وصلات خارجية
- الأبدية ويوم واحد على موقع IMDb (الإنجليزية)
- الأبدية ويوم واحد على موقع ميتاكريتيك (الإنجليزية)
- الأبدية ويوم واحد على موقع روتن توميتوز (الإنجليزية)
- الأبدية ويوم واحد على موقع نتفليكس (الإنجليزية)
- الأبدية ويوم واحد على موقع قاعدة بيانات الأفلام العربية
- الأبدية ويوم واحد على موقع ألو سيني (الفرنسية)
- الأبدية ويوم واحد على موقع Turner Classic Movies (الإنجليزية)
- الأبدية ويوم واحد على موقع أول موفي (الإنجليزية)
- الأبدية ويوم واحد على موقع بوكس أوفيس موجو (الإنجليزية)
- الأبدية ويوم واحد على موقع فيلمافينيتي (الإسبانية)